# Elysian (Minnesota)
Elysian es una ciudad ubicada en el condado de Le Sueur en el estado estadounidense de Minnesota. En el Censo de 2010 tenía una población de 652 habitantes y una densidad poblacional de 208,91 personas por km².

## Geografía
Elysian se encuentra ubicada en las coordenadas 44°12′26″N 93°40′49″O / 44.20722, -93.68028. Según la Oficina del Censo de los Estados Unidos, Elysian tiene una superficie total de 3.12 km², de la cual 3.05 km² corresponden a tierra firme y (2.41%) 0.08 km² es agua.

## Demografía
Según el censo de 2010, había 652 personas residiendo en Elysian. La densidad de población era de 208,91 hab./km². De los 652 habitantes, Elysian estaba compuesto por el 96.63% blancos, el 0.46% eran afroamericanos, el 0% eran amerindios, el 0.15% eran asiáticos, el 0% eran isleños del Pacífico, el 0% eran de otras razas y el 2.76% pertenecían a dos o más razas. Del total de la población el 0.92% eran hispanos o latinos de cualquier raza.